# Gonthier XL de Schwarzbourg
Gonthier XL, comte de Schwarzbourg surnommé le Riche ou Gonthier avec de grosses lèvres (31 octobre 1499 à Sondershausen – 10 novembre 1552 à Gehren), est un comte de Schwarzbourg.

## Biographie
Gunther est le fils aîné de Henry XXXI, comte de Schwarzbourg-Blankenbourg (1473-1526) et de sa première épouse Magdalena de Hohnstein (1480-1504). Au fil du temps, Gonthier réunit toutes les possessions des Schwarzbourg, hormis la seigneurie de Leutenberg, appartenant à une branche de la maison Schwarzbourg qui s'éteint en 1564. Il introduit le Protestantisme dans son pays et se bat du côté protestant contre l'empereur dans la Guerre de Schmalkalden. Gonthier bénéficie considérablement de la chute politique de la branche Ernestine de la Maison de Wettin.
En matière féodale, il entre en conflit avec l'Électeur Jean-Frédéric Ier de Saxe. Ce dernier envahit Schwarzbourg et détruit la ville de Sondershausen. Gonthier doit fuir, et n'a pu revenir qu'après la bataille de Mühlberg en 1547.
Pour démontrer sa richesse et sa puissance, il démolit en grande partie le château de Sondershausen en 1533 et construit un nouveau château Renaissance sur le site. Ce château forme les ailes vieux-Nord, de l'Est et du Sud de l'actuel Château de Sondershausen.
Après sa mort, le comté de Schwarzbourg est divisé entre ses quatre fils. Ainsi, il est l'ancêtre des deux lignées de la Maison de Schwarzbourg qui survit jusqu'en 1971 : Schwarzbourg-Sondershausen et Schwarzbourg-Rudolstadt.

## Mariage et descendance
Le 29 novembre 1528, Gonthier XL épouse Élisabeth (morte le 14 mai 1572), fille du comte Philippe d'Isenburg-Büdingen-Ronneburg. 
Ils ont les enfants suivants :
- Gonthier XLI de Schwarzbourg-Arnstadt (1529–1583), surnommé le Belliqueux, comte de Schwarzbourg-Arnstadt ;
- Madeleine (1530-1565), mariée en 1552, au comte Jean Albert VI de Mansfeld-Arnstein ;
- Amélie (1531-1542) ;
- Jean-Gonthier Ier de Schwarzbourg-Sondershausen (1532-1586), comte de Schwarzbourg-Sondershausen ;
- Guillaume de Schwarzbourg-Frankenhausen (1534-1597), comte de Schwarzbourg-Frankenhausen ;
- Philip (1536-1536) ;
- Albert VII de Schwarzbourg-Rudolstadt (1537-1605), comte de Schwarzbourg-Rudolstadt ;
- Otto Henri (1538-1539) ou Ottilie? ;
- Sybille Anne (1540-1578), mariée, en 1571, à Louis III d'Isenbourg-Birstein-Büdingen ;
- Élisabeth (1541-1612), mariée en 1576 à Jean VII d'Oldenbourg.